# José Ignacio Hualde
José Ignacio Hualde est un linguiste basque espagnol, spécialisé en linguistique basque et en phonologie synchronique et diachronique espagnole, professeur en linguistique et affilié au Center for Latin American and Caribbean Studies. Il est professeur dans le département des langues et dans le département de linguistique de l'université de l'Illinois à Urbana-Champaign. Il est également l'actuel vice-président de l'Association for Laboratory Phonology. La plus grande partie de ses publications est en anglais.

### Ouvrages
- Basque Phonology (1999)
- (eu) Euskararen azentuerak [the accentual systems of Basque] (1977)

### Ouvrages en collaboration
- The sounds of Spanish (2005)
- Introducción a la lingüística hispánica (2001)
- A Phonological Study of the Basque Dialect of Getxo (1992)
- The Basque Dialect of Lekeitio (1994)

### Ouvrages coédités
- Generative Studies in Basque Linguistics (1993)
- (en) José Ignacio Hualde, Joseba Andoni Lakarra et Larry Trask, Towards a History of the Basque Language, Amsterdam, John Benjamins Publishing, 1995, 365 p. (ISBN 90-272-3634-8)
- A Grammar of Basque (2003)

### Articles
- Zubereraren herskariak: Azterketa akustikoa, en collaboration avec Jasone Salaberria, Iñaki Gaminde, Lapurdum VII, VII, 2002, p.221-236.
- Unstressed words in Spanish Language Sciences 31.2-3 (2009): 199-212.
- Lexical tone and stress in Goizueta Basque, en collaboration avec Oihana Lujanbio, and Francisco Torreira, Journal of the International Phonetic Association 38.1 (2008): 1-24.
- Postlexical contraction of nonhigh vowels in Spanish, en collaboration avec Miquel Simonet et Francisco Torreira, Lingua 118 (2008): 1906-1925.
- Intonation in Palenquero, en collaboration avec Armin Schwegler, Journal of Pidgin and Creole Languages 23.1 (2008): 1-31.
- El abundante agua fría: Hermaphroditic Spanish nouns, en collaboration avec David Eddington, Studies in Hispanic and Lusophone Linguistics 1.1 (2008): 5-31.
- From hiatus to diphthong: the evolution of vowel sequences in Romance, en collaboration avec Ioana Chitoran, Phonology 24 (2007): 37-75.
- The standardization process of the Basque language, en collaboration avec Koldo Zuazo, Language Problems and Language Planning 31.2 (2007): 143-168.
- Stress removal and stress addition in Spanish Journal of Portuguese Linguistics 5.2 (2006): 59-89.